# Бобровка (Шарлицький район)
Бобро́вка (рос. Бобровка) — селище у складі Шарлицького району Оренбурзької області, Росія.

## Населення
Населення — 112 осіб (2010; 149 у 2002).
Національний склад (станом на 2002 рік):
- чуваші — 54 %